# Caixa TATA

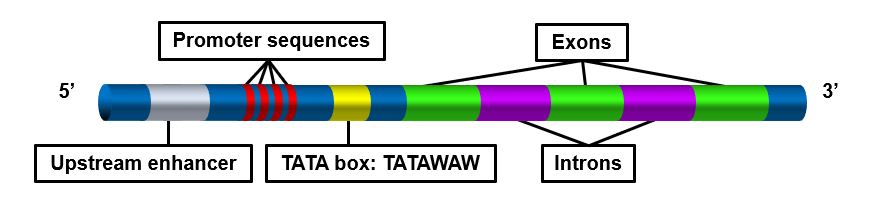
Elementos estruturais da caixa TATA. A sequência de consenso da caixa TATA é TATAWAW, onde W é A ou T.

Na biologia molecular, a TATA box (também chamada de caixa Goldberg–Hogness) é uma sequência de DNA encontrada na região promotora central dos genes nas arqueias e eucariontes.O homólogo bacteriano da caixa TATA é chamado de caixa Pribnow, que possui uma sequência de consenso mais curta.
A caixa TATA é considerada uma sequência de DNA não codificante (também conhecida como elemento regulador cis). Foi denominada a "caixa TATA", uma vez que contém uma sequência de consenso caracterizado pela repetição T e um pares de bases.
Com base na sequência e no mecanismo de iniciação da caixa TATA, mutações como inserções, deleções e mutações pontuais nessa sequência de consenso podem resultar em alterações fenotípicas. Essas alterações fenotípicas podem então se transformar em um fenótipo de doença. Algumas doenças associadas a mutações na caixa TATA incluem câncer gástrico, ataxia espinocerebelar, doença de Huntington, cegueira, β-talassemia, imunossupressão, síndrome de Gilbert e HIV-1. A proteína de ligação ao TATA (TBP) também pode ser alvo de vírus como meio de transcrição viral.